# Алексеев, Василий Иванович (историк)
Васи́лий Ива́нович Алексее́в (6 октября 1906, Владимир — 8 октября 2002, Миннеаполис, штат Миннесота) — русский эмигрантский историк, писатель и мемуарист, общественный деятель. Профессор русской литературы Университета Миннесоты.

## Биография
Вскоре после рождения родители увезли его в Москву.
В 1930 окончил Московский государственный университет со специализацией по русской истории.
В том же году был арестован большевиками по обвинению в создании «контрреволюционной организации» — организации религиозно-философских кружков, и приговорён к пяти годам концентрационных лагерей.
Освободился в 1934 году, поселился в небольшом городке Московской области. Работал в научных учреждениях в качестве научного работника и редактора по договору.
В 1941 году был мобилизован в Красную армию и в 1942 году попал в плен к немцам. В 1944 года ввиду наступления Красной Армии эвакуирован в Германию.
После окончания военных действий решил остаться за рубежом. В 1951 году переехал в США.
С 1955 по 1975 году преподавал русский язык и литературу в Университете штата Миннесота.
Одновременно с преподаванием занимался написанием диссертации, посвящённой положению Русской Православной Церкви на оккупированной немецкой армией территории во время Второй мировой войны. Защитил диссертацию в 1967 году, получил степень доктора философии.
В 1976 году эта работа была издана в Миннеаполисе в несколько изменённом виде в соавторстве с Феофаном Ставру на английском языке. Русский перевод этой книги был опубликован в журнале «Русское Возрождение» (№ 11 и 12 за 1980 г.; 13-16 за 1981 г. и 17-18 за 1982 г.
Читал лекции в Институте советоведения в Миддлбери, штат Вермонт. Многие годы состоял в редакционной коллегии православного журнала «Русское Возрождение», основанного протопресвитером Александром Киселёвым.
Деятельный член Конгресса русских американцев со дня его основания в 1973 году. В 1973 по 1976 годы был вице-председателем Главного правления Конгресса русских американцев для Среднего Запада.
Опубликовал ряд статей в газетa «Возрождение» (Париж) и «Новое русское слово» (Нью-Йорк), журналах «Irénikon» (Шеветонь, Бельгия), «Новый Журнал» (Нью-Йорк), «Русское Возрождение» (Нью-Йорк), «Записки Русской академической группы в США» (Нью-Йорк) и др.
Скончался 8 октября 2002 года в Миннеаполисе, штат Миннесота.

## Архив
Архив В. И. Алексеева хранится в Свято-Троицкой православной семинарии в Джорданвиле, штат Нью-Йорк, и являются её собственностью.. Состоит из трех серий: Переписка; речи и статьи; файлы, посвящённые отдельным темам.
Микрофильмирование этих коллекций и организация справочно-поискового аппарата к ним стали возможны благодаря щедрому гранту Национального фонда развития гуманитарных наук и вкладу Гуверовского института и Свято-Троицкой духовной семинарии. Грант также предусматривает хранение микрофильмов в архиве Гуверовского института.

## Писатель
Обстоятельства жизни Василия Алексеева в послереволюционной России вплоть до начала Великой Отечественной войны легли в основу двух больших повестей: «Невидимая Россия» (1952) и «Россия солдатская» (1954), опубликованных Издательством имени Чехова (Нью-Йорк). Свидетельства о жизни русской интеллигенции в Советском Союзе тех лет тем более ценны, что среди русских людей, попавших на Запад в результате второй мировой войны, в отличие от первой, «белой» эмиграции, было не много писателей.
Повесть «Невидимая Россия» рассказывает о советском юноше из интеллигентской семьи Павле Истомине, в котором легко угадывается сам автор, и его поколении. Павел и его друзья организовали подпольные кружки молодежи, где знакомились с книгами Владимира Соловьёва, Сергея Булгакова, Георгия Челпанова, Фёдора Достоевского и других писателей, официально заклеймённых в качестве «идеалистов». Члены этих кружков не только читали, но и зорко всматривались в окружающую жизнь. Новые знакомства и встречи убедили их в том, что под оболочкой официальной системы попрежнему жива другая, незримая Россия. Большинство членов кружка Павла, в конце концов, были арестованы и отправлены в концентрационный лагерь.
Повесть «России солдатская» посвящена первому периоду Великой Отечественной войны, связанному с отступлением советской армии и занятием неприятелем огромной территории страны. В отличие от «Невидимой России», где в центре внимания стояло молодое поколение, «России солдатская» запечатлевает начальный период войны, как он был пережит в разных слоях населения.

## Историк
В работе «Русская Православная Церковь на оккупированной немцами территории» В. И. Алексеев и Ф. Г. Ставру на основании архивных материалов, сводок СД и книг других авторов на ту же тему попытались дать целостную картину церковной жизни во всех оккупированных областях и республиках Советского Союза. Более поздний журнальный вариант их работы хотя и имел меньший объём, но был дополнен новыми материалами. Авторы отмечали, что впечатление о благоприятном отношении гитлеровской администрации к религиозному подъёму на оккупированной территории СССР ложно и этот подъём произошёл стихийно… Авторы показали влияние возрождения Русской Церкви на оккупированной территории на ослабление антицерковных акций в СССР. Религиозное возрождение в период оккупации называлось «вторым крещением Руси». Утверждалось, что оно заставило Сталина избрать курс временного сосуществования с ней. Время с сентября 1943 г. до начала хрущевских гонений называлось «религиозным нэпом».
Другая крупная работа Василия Алексеева «Роль Церкви в создании русского государства» освещает период от татаро-монгольского нашествия до Ивана III (1990, Комитет Тысячелетия Крещения Руси Конгресса Русских Американцев).
Её продолжением является книга «Роль церкви в создании Русского государства. Период централизации: Иван III, 1462—1505 гг.», посвящённая роли Церкви в эпоху централизации при Иване III, когда православие в России находилось в тяжелой борьбе с проникновением в Россию сектантства.